# 大宮町 (千葉市)
大宮町（おおみやちょう）は、千葉市若葉区に位置する町。ここでは、隣接する大宮台、北大宮台についても記述する。

## 地理
東西に長い地形をしており、町の北端を都川が、南端を支川都川が流れ、加曽利町、星久喜町、川戸町などと接している。川からいくつかの谷津が入り込んでおり、農地となっているが、現在は耕作放棄地となったり、ソーラー発電所となったりしているところも多い。
台地上は畑や住宅団地として使われており、大宮台、北大宮台、新大宮などの新興住宅地があるほか、京葉銀行グラウンド、大宮スポーツ広場などの運動施設としても利用されている。
大宮台／大宮町の最新の地価は、公示地価の平均値が3万3950円/m2（2020年［令和2年］）、坪単価は11万2231円/坪、変動率は-2.41％の下落となっている。

## 歴史

### 坂尾五郎治による開発

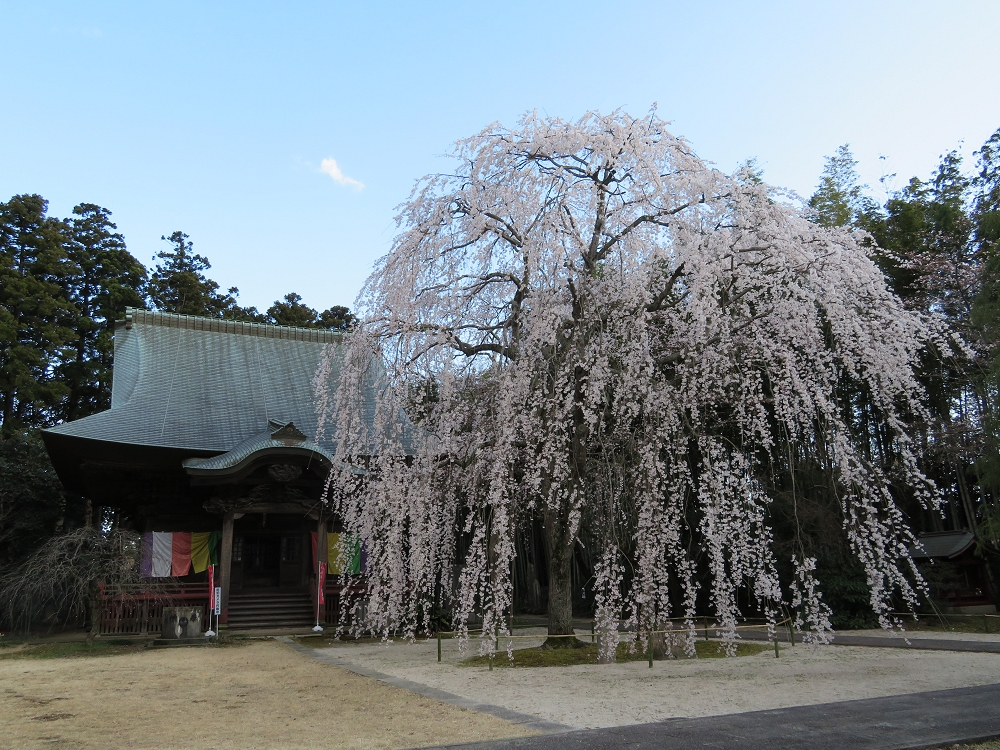
栄福寺

大宮町付近は、平安時代中期から末期の武士で平常長の家臣でもあった坂尾五郎治が千葉常重よりこの地を与えられ、開拓したとされている。北斗七星をベースとしたまちづくりが行われ、「星元」などの地名が見られる。現大宮町の西部をなす長峰地区については、五郎治の末孫の和恵を娶った家臣の長峰胤行が開いたと言われる。
1130年（大治5年）に長峰村三角山に妙見社を建立し、その翌年、上坂尾に北斗山金剛授寺（後の栄福寺）を建立した。境内の枝垂れ桜は、同年、五郎治の妻・高枝姫が病の治癒を妙見大菩薩に祈願し、本願成就の礼として植えたと伝わる。
地区内には、城ノ腰城、城山城、栄福寺館などの中世城跡が多数あるほか、千葉大宮高校付近には坂尾五郎治の若公の新御殿があったとされる新殿山がある。

### 服部半蔵の知行
1590年（天正18年）8月に徳川家康が関東に入り、家臣の知行割を行ったが、このとき、長峰村・坂尾村は、忍者の服部半蔵が約1000石の地を支配したという。

### 板倉筑後守の知行
江戸時代に入ってしばらくすると、島原の乱で戦死した板倉重昌の次男・重直が、寛永16年（1639年）6月15日、家督を継承した兄・重矩より山城国綴喜郡、三河国額田郡・幡豆郡、下総国葛飾郡において5000石を分与された。栄福寺の境内にあった栄福寺館は重直の屋敷となった。

### 千城村の成立
1889年（明治22年）4月1日に町村制施行により、大宮村、小倉村、大草村、金親村、坂月村、川戸村、仁戸名村、星久喜村が合併し千葉郡千城村が発足した。千城の村名は、地区内に城跡が多く存在することから来ていると言われ、村役場は現在の千城局バス停前に置かれた。1877年（明治10年）3月には坂尾小学校が創設され、1903年（明治36年）に現千城小学校地に移転して、1941年（昭和16年）より、千城国民学校と改称した。

### 千葉市に編入

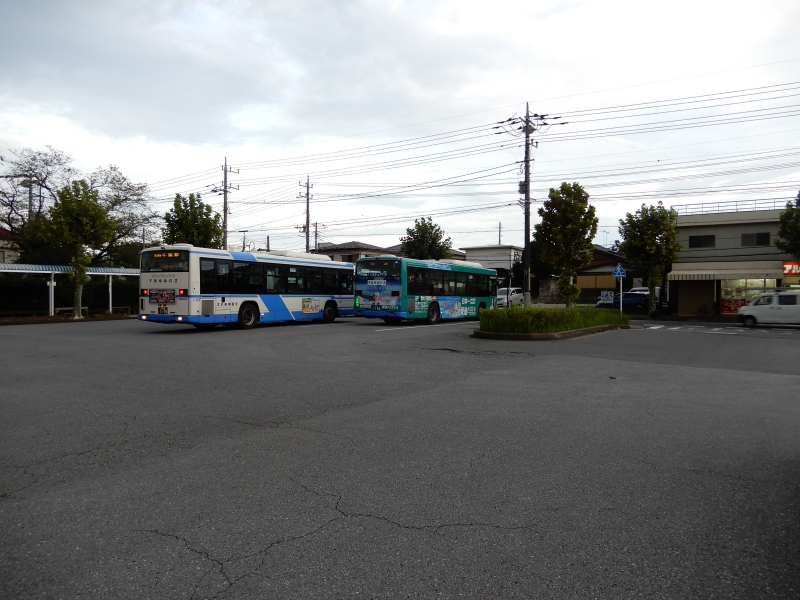
大宮団地

戦時中の1944年（昭和19年）2月11日に千葉市に編入され、同日千城村は廃止された。
戦後は、現在の大宮台の地に大宮団地が造成され、大幅な人口増となった。大宮団地は、千葉県住宅供給公社による千葉市内初の本格的な住宅団地であり、商業施設や公共施設が整備され、1963年（昭和38年）に入居が開始された。
このほか、周辺に北大宮台、新大宮の両新興住宅地も造成され、キャパシティの問題等から当初児童は千城小学校への長い徒歩通学を余儀なくされる地区もあった。
1990年代ころから地区内の人口は減少傾向となり、特に大宮台においては高齢化が進んでいる。

## 教育

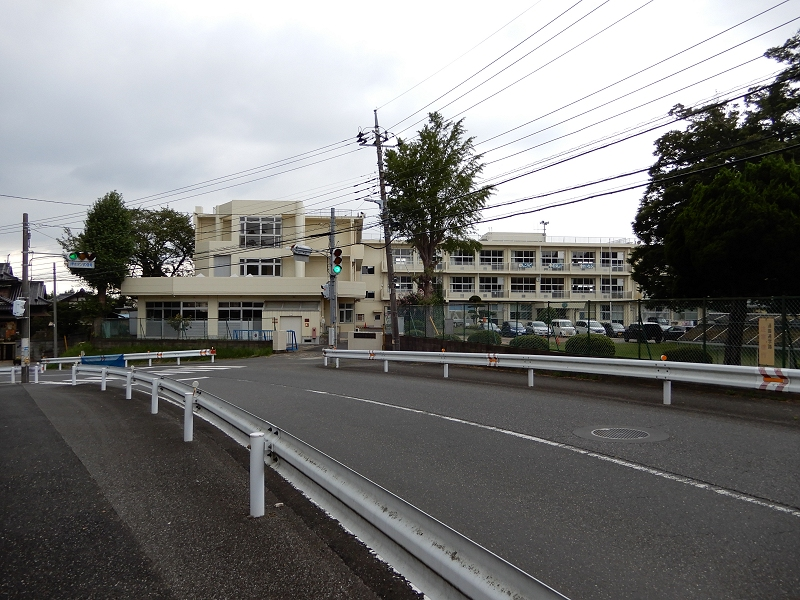
千城小学校

江戸時代には、栄福寺で寺子屋が行われるなどしたが、1877年（明治10年）3月に坂尾小学校が創設され、近代教育がスタートした。坂尾小学校の場所は、坂尾バス停近くの交差点のところである。現千城小学校地に移転したのは1903年のことで、1941年（昭和16年）より、千城国民学校と改称した。1947年（昭和22年）5月には学制改革により千葉市立千城小学校と改称、新興住宅地の児童数増加に伴い第2運動場が新設されたり、プレハブ校舎が増築されるなどして、児童数は1970年代にピークを迎えた。
大宮団地においては、1965年（昭和40年）に大宮小学校が開設された。1973年（昭和48年）には大宮中学校、大宮台小学校が開校して、川戸中学校へのバス通学が廃止されたほか、地区内の小学校は3校に膨れ上がった。
1983年（昭和58年）には、初の高等学校として千葉大宮高校が千城小学校近くに設立された。しかし、同校は2007年度から独立した通信制高等学校となっている。
現在、生徒数の減少に伴い、大宮小学校と大宮台小学校の合併が話し合われているところである。

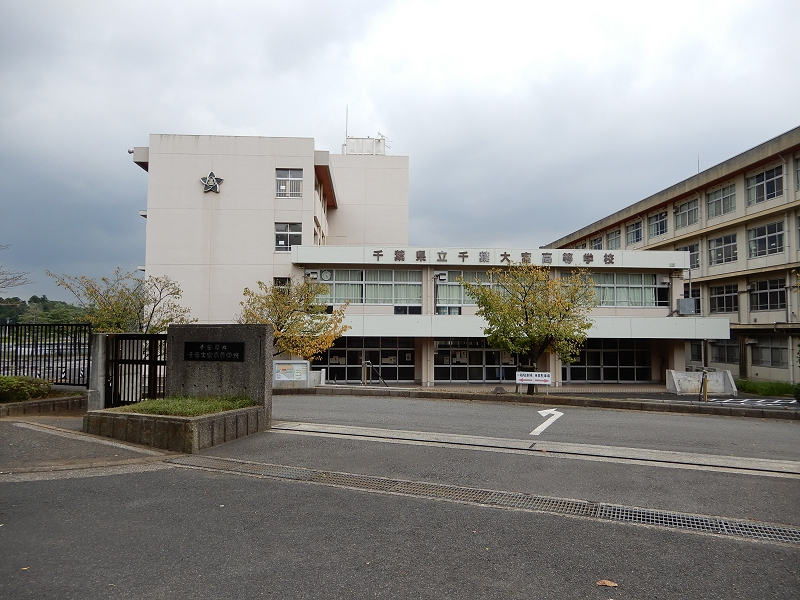
千葉大宮高校
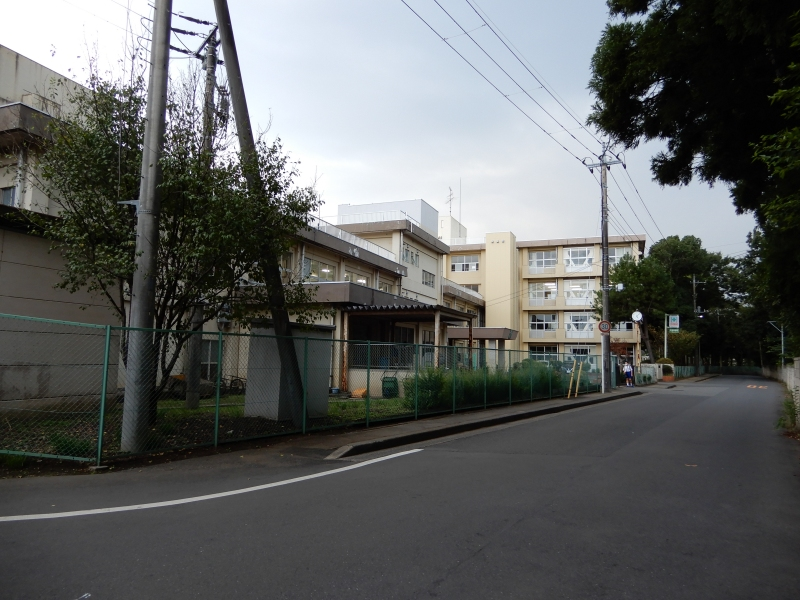
大宮中学校
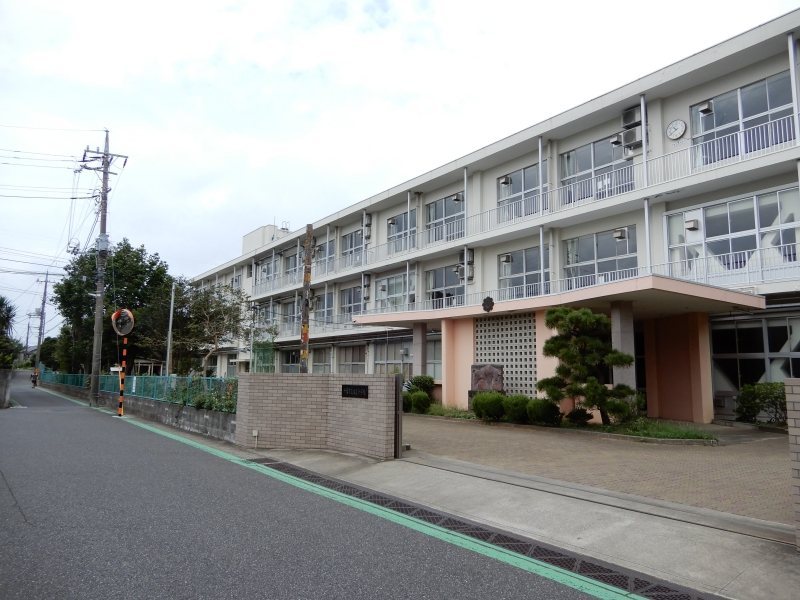
大宮小学校

## 交通

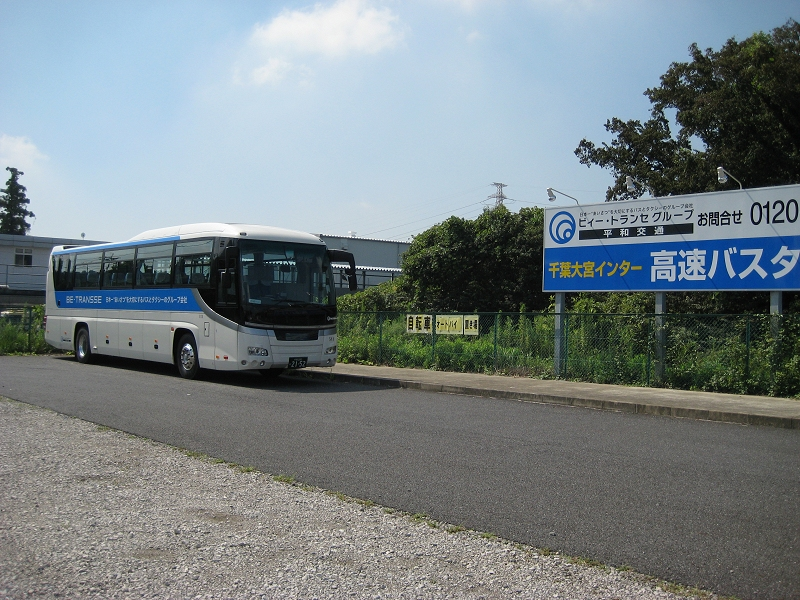
大宮町バスターミナル

大宮地区内に鉄道駅はなく、もっぱらバスによって運行されている。地元の市議会議員などによる千葉都市モノレールの延伸運動もあったが、現在団地内にあった関連する看板は全て撤去されている。
千葉駅と大宮団地を結ぶバス路線のうち、最も地区内を多く走るのが「千城局経由」と呼ばれる系統である。この千城局経由の一部は、千葉大宮高校に乗り入れている。「坂月経由」、「北大宮台経由」は東金街道を経由し、速達性が高い。「県庁・星久喜台経由」はどちらかというと裏道ルート的路線で、遠回りにあたる。
1989年からは都賀駅や若葉総合支所（現若葉区役所）へ向かう路線が開設された。現在、この路線は鎌取駅への延長がなされている。
高速道路は地区内を千葉東金道路が通過している。1979年に大宮インターができ、2001年から羽田空港とを結ぶリムジンバスが運行を開始、2009年からは東京・銀座地区とを結ぶ日中高速バスが運行を開始した。

## 施設
- 千葉市立千城小学校
- 千葉市立大宮小学校
- 千葉市立大宮台小学校
- 千葉市立大宮中学校
- 千葉県立千葉大宮高校
- 千葉市立養護学校
- 千葉市大宮学園
- 京葉銀行グラウンド